# レンフロ・ジャパン
レンフロ・ジャパン株式会社（英: Renfro Japan Co., Ltd.は、東京都品川区に本社を置く靴下、下着等の製造販売を行う企業。2012年設立。
1921年にアメリカ合衆国・ノースカロライナ州で創業した「Renfro Corporation」の日本支社。

## 沿革

### 2010年代
- 2012年10月 - 設立。
- 2014年 1月 - new balance(ニューバランス)の国内ライセンス販売を開始。
- 2015年3月 - Dr. Schollの国内ライセンス販売を開始。
- 2015年9月 - HEADの国内ライセンス販売開始。
- 2016年 - ニューバランスの「スニーカーフィットソックス」の販売をスタート。象徴的な「スニーカー柄」とそれを際立出せる「横向きのパッケージ」に一新する事により、爆発的な売れ行きを記録。販売から累計250万足以上のロングセラー商品となる。
- 2016年2月 - レンフロオリジナルブランドとしてHOTSOXの国内販売がスタート
- 2018年3月 - 小林製薬株式会社と共同開発した消臭元ブランドの販売開始。
- 2019年1月 - ニューバランス商品のアジア・ヨーロッパへの輸出販売がスタート。
- 2019年6月 - KATHERINE HAMNETT ライセンス販売開始
- 2019年10月 - アマゾンサイト内、自社ショップを開設

### 2020年代
- 2020年10月 - 使い捨てカイロ「ホカロン」で有名なロッテとライセンス契約。ドン・キホーテで販売開始したところ大ヒットとなる。翌年更に開発を重ね「ホカロンファイバー」を織り込んだ商品を発表。アイテム数を増やし、ソックス、レッグウェア、インナー等、累計120万足売り上げる（2022年10月末現在）。2021年度繊研流通広告賞・奨励賞を受賞。
- 2021年2月 - GRAMICCI（グラミチ）ソックスの販売開始。
- 2021年 - 台湾支店を設立。
- 2021年 - 8月、楽天サイト内自社ショップを開設。
- 2021年10月 - HOTSOXのコラボレーション企画「HOTSOX x BANKSY」を渋谷MIYASHITA PARK内「or」にて開催。
- 2022年2月 - 国立新美術館で開催された「メトロポリタン美術館展」とのコラボレーション企画「HOTSOX x THE MET」で展示作品をプリントした靴下を販売。
- 2022年2月 - 東松島市の有志グループ「おのくん空の駅プロジェクト」との共同企画。残糸で作ったソックモンキー「おのくん」の提供開始[用語 1]。
- 2022年6月 - 東京支社事務所移転。
- 2022年7月 - HOTSOX x THE METコラボレーション企画、米国メトロポリタン美術館で販売開始。
- 2022年11月 - 文化服装学院とのコラボレーション企画「文化服装学院 x HOTSOX」開始。デザイン、制作、プロモーション、販売までを全て文化服装学院生が行うプロモーションバトルを企画、11月9日にラフォーレ原宿において学生の製作した14作品を発表するイベントを開催[1]。

## HOTSOX
HOTSOXは1971年ニューヨーク・マンハッタンで創業。当初は創業者のGary Wolkovitzが自宅のバスルームで染めあげてオリジナルソックスを製作していたが、日本製の編み機を導入し、クオリティも上がり飛躍的に進化する。その後、革新的な商品を出し続けた事が評価され、1981年にファッション界で最も権利のあるCoty Awardをレッグウェア界で初めて受賞、ファッションソックスの地位を確立。
2013年には有名絵画をモチーフにしたアーティストシリーズの展開を開始。全米のみならず、イギリス、フランス、イタリアでも人気を博す。アメリカ国内で2000店舗以上、仏ルーブル美術館、メトロポリタン美術館等、世界中のミュージアムショップでも販売。
日本では2016年に販売開始。蔦屋書店（代官山T-Site、GINZA SIX内等）や東急ハンズ、ロフト、PLAZA（プラザスタイルカンパニー）などで定期的に販売。また、国立新美術館、横浜美術館、ポーラ美術館にあるミュージアムショップなどでも、継続的に販売されている。

## HOiSUM
2022年7月に販売がスタート。名前の由来はさまざまな国の挨拶で使われる「Hoi（ホイ）」と粤語（エツゴ）で心を意味する「Sum（サム）」を合わせた造語。国籍、ジェンダー、年齢に囚われず、使う人への愛、つくる人の情熱、関わる人とのつながりを大切にし、ハートウォーミングな毎日を提供するブランドでありたいという想いが込められている。
コンセプトの1つとして環境保全を挙げており、水を使わずに紡績したリサイクル糸の使用や、梱包資材には石灰石を使用している。